# (4732) Froeschlé
(4732) Froeschlé – planetoida z pasa głównego asteroid okrążająca Słońce w ciągu 5 lat i 228 dni w średniej odległości 3,16 j.a. Została odkryta 3 maja 1981 roku w stacji Anderson Mesa należącej do Lowell Observatory przez Edwarda Bowella. Nazwa planetoidy pochodzi od małżeństwa astronomów Claude i Christiane Froeschlé pracujących w Obserwatorium Lazurowego Wybrzeża. Przed jej nadaniem planetoida nosiła oznaczenie tymczasowe (4732) 1981 JG.